# 河流 (政党)

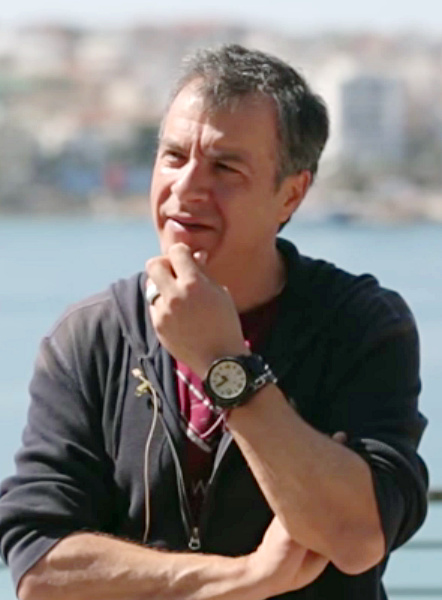
“河流”党领袖斯塔夫羅斯·提奧多拉基斯

河流（希臘語：Το Ποτάμι，羅馬化：To Potami，IPA：[to poˈtami]）是希腊的一个已不存在的中间派政党。该党奉行社会自由主义。2014年2月26日，该党成立于雅典。该党的创始人和领袖是电视台主持人斯塔夫羅斯·提奧多拉基斯。2019年11月24日，该党解散。

## 外部連結
- 河流 （页面存档备份，存于）（希腊文）